# فريديريكو لوسينهوف
فريديريكو لوسينهوف (بالإسبانية: Federico Lussenhoff)‏ هو لاعب كرة قدم أرجنتيني يلعب كقلب دفاع في فريق ريفيربليت الأرجنتيني.
وقد سبق له اللعب في المكسيك.

## روابط خارجية
- فريديريكو لوسينهوف على موقع قاعدة بيانات كرة القدم.إي يو (الإنجليزية)
- فريديريكو لوسينهوف على موقع Soccerway.com (الإنجليزية)